# ولی‌آباد (قرچک)
ولی‌آباد روستایی از توابع بخش قرچک شهرستان قرچک در استان تهران است.
سرلشکر شهید منصور ستاری، زاده ولی آباد است.

## جمعیت
این روستا در دهستان ولی آباد قرار دارد و براساس سرشماری مرکز آمار ایران در سال 1395، جمعیت آن ۱۴۵۵۰ نفر ۱۱۲۰خانوار) بوده‌است.